# Sjögårdssjön (Toarps socken, Västergötland)
Sjögårdssjön är en sjö i Borås kommun i Västergötland och ingår i Ätrans huvudavrinningsområde. Sjön är 12,1 meter djup, har en yta på 0,266 kvadratkilometer och befinner sig 181,4 meter över havet.

## Delavrinningsområde
Sjögårdssjön ingår i det delavrinningsområde (639785-134072) som SMHI kallar för Utloppet av Såken. Medelhöjden är 225 meter över havet och ytan är 40,39 kvadratkilometer. Det finns ett avrinningsområde uppströms, och räknas det in blir den ackumulerade arean 66,14 kvadratkilometer. Lillån som avvattnar avrinningsområdet har biflödesordning 2, vilket innebär att vattnet flödar genom totalt 2 vattendrag innan det når havet efter 138 kilometer. Avrinningsområdet består mestadels av skog (69 %). Avrinningsområdet har 4 kvadratkilometer vattenytor vilket ger det en sjöprocent på 9,9 %. Bebyggelsen i området täcker en yta av 0,54 kvadratkilometer eller 1 % av avrinningsområdet.